# Poecilotriccus russatus
Poecilotriccus russatus là một loài chim trong họ Tyrannidae.